# Pump Up the Valuum
Pump Up the Valuum is het achtste studioalbum van de Amerikaanse punkband NOFX, uitgebracht op 13 juni 2000. Het was het laatste album van de band dat werd uitgegeven op Epitaph Records.

## Nummers
Alle nummers zijn geschreven door Fat Mike.
1. "And Now For Something Completely Similar" - 0:58
2. "Take Two Placebos and Call Me Lame" - 2:25
3. "What's the Matter With Parents Today?" - 1:58
4. "Dinosaurs Will Die" - 2:58
5. "Thank God It's Monday" - 1:39
6. "Clams Have Feelings Too (Actually They Don't)" - 2:32
7. "Louise" - 1:49
8. "Stranger Than Fishin'" - 1:05
9. "Pharmacist's Daughter" - 1:58
10. "Bottles To the Ground" - 2:20
11. "Total Bummer" - 2:13
12. "My Vagina" - 2:36
13. "Herojuana" - 2:46
14. "Theme From A NOFX Album" - 4:16

## Muzikanten
Band
- Fat Mike - zang, basgitaar
- Eric Melvin - gitaar
- El Hefe - gitaar
- Erik Sandin - drums

Aanvullende muzikanten
- Spike Slawson - aanvullende zang
- Bill Hansson - accordeon

Gegevens
- Opgenomen in de Motor Studios, San Francisco
- Geproduceerd door Ryan Greene en Fat Mike
- Opgenomen en gemixt door Ryan Greene
- Aanvullende techniek Adam Krammer
- Gemasterd door Joe in Oceanview